# Courmont (Aisne)
Courmont ist eine französische Gemeinde mit 123 Einwohnern (Stand: 1. Januar 2022) im Département Aisne in der Region Hauts-de-France (frühere Region: Picardie). Sie gehört zum Arrondissement Château-Thierry und zum Kanton Fère-en-Tardenois.

## Geographie
Die Gemeinde Courmont liegt rund 22 Kilometer nordöstlich von Château-Thierry an der Quelle der Ourcq. Im Süden liegen die Ortschaft Villardelle und an der südlichen Gemeindegrenze das Châlet de Vilardelle nahe der Qurcq-Quelle. Im Westen gehört ein Teil des Walds Bois de la Garenne zur Gemeinde. Im Süden hat die Gemeinde Anteil am Wald Forêt de Ris. Nach Süden erstreckt sich die Gemeinde über die Autoroute A 4 (Autoroute de l’Est) und die Eisenbahn-Schnellfahrstrecke LGV Est européenne hinaus.

## Geschichte
Die Gemeinde lag an einer Altstraße von Soissons nach Dormans an der Marne. In Courmont lag eine gallorömische Villa, außerdem wurden Keramikreste gefunden.

### Bevölkerungsentwicklung
| Jahr                       | 1962 | 1968 | 1975 | 1982 | 1990 | 1999 | 2006 | 2014 | 2021 |
| Einwohner                  | 148  | 137  | 133  | 113  | 106  | 113  | 113  | 134  | 121  |
| Quellen: Cassini und INSEE |      |      |      |      |      |      |      |      |      |

## Sehenswürdigkeiten

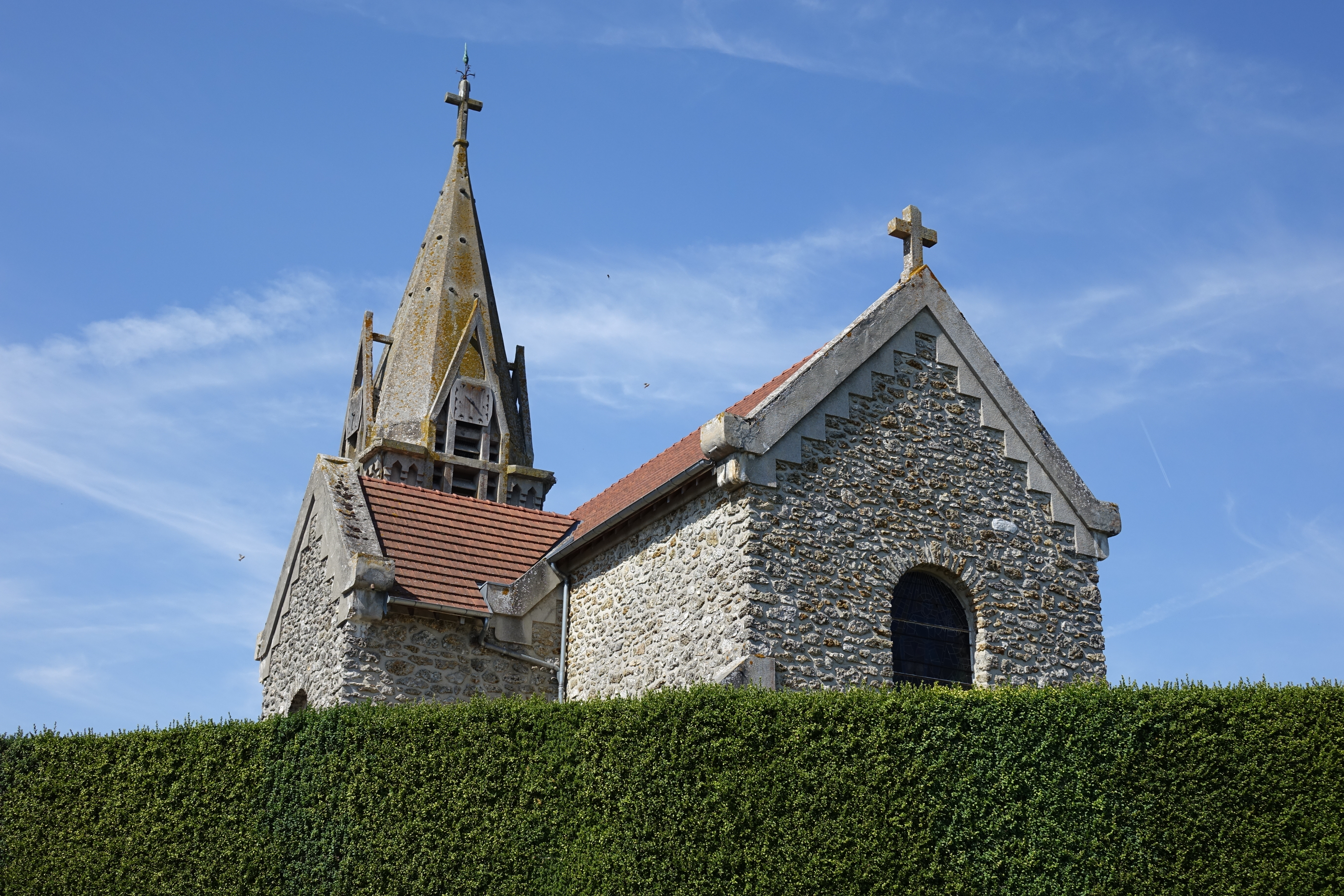
Kirche von Courmont

- Kirche Saint-Georges